# 羅伯特·查爾斯·布朗恩
罗伯特·查尔斯·布朗恩（英語：Robert Chales Browne，1952年10月31日—）是一名美国连环杀手。他于1995年3月28日因被指控杀害13岁的希瑟·道恩·丘奇而被美国警方被逮捕。在其之后供述中，布朗恩称他于1970年至1995年间，共杀害49人。1995年及2006年，因杀害希瑟·道恩·丘奇及罗西奥·斯佩里受到2项一级谋杀指控，并被判处两个终身监禁，现在美国科罗拉多监狱服刑。

## 生平简介
布朗恩出生并成长于美国路易斯安那州西北部的考沙塔，一个只有大约3000居民的小镇。布朗恩家中有九个孩子，除他与自己的同胞姐姐之外另有三对双胞胎。他的父亲在一家奶厂工作，而他的一个兄弟，唐纳德·布朗恩，曾是路易斯安那州的一名骑警。
1969年，16岁的布朗恩从考沙塔市的高中辍学入伍。他于1969年至1976年在军中服役，并以医师身份先后被派驻越南及韩国。在服役期间，他多次获得表彰；但是1976年，因毒品上瘾而被部队指控并开除。

## 希瑟·道恩·丘奇案
1995年3月28日，警方以一级谋杀的罪名指控布朗恩杀害13岁的希瑟·道恩·丘奇并将其逮捕逮捕。在1995年5月25日，基于其与控方间达成的认罪协商，布朗恩被判有罪，控方则放弃对其判处死刑的诉求。

## 供述
2006年7月27日，在一项与之前相似的认罪协商中，布朗恩供认其于1987年11月10日，在一座低价公寓楼群中将15岁受害人罗西奥·斯佩里杀害的事实。 然而，斯佩里的尸体再未被找到。
在其供述中，执法部门称布朗恩自述于1970年至1995年（逮捕），这25年中谋杀了另外48人。2000年，布莱恩向执法部门寄出来一封语焉不详，措辞模糊的信件。信上写道：“七位圣洁处女，并肩沉睡；其余卑微之人，四周散落。比分：你 1，其余48 。” "（Seven sacred virgins entombed side by side, those less worthy are scattered wide, the score is you 1, the other team 48.）”信中同时包含一份手画的地图。在地图中，他勾勒出了包括科罗拉多，华盛顿，加利福尼亚，新墨西哥，得克萨斯，俄克拉何马，阿肯色及密西西比，八个州的轮廓，并在每个州上标注了一个详细数字。